# Karate (banda)
Karate foi uma banda de indie rock, com algumas influências de jazz e pós-rock. A banda foi formada em Boston, Massachusetts, em 1993, por Geoff Farina, Eamonn Vitt e Gavin McCarthy. Em 1995, Jeff Goddard aderiu à banda como baixista, e Vitt tornou-se segunda guitarra. Em 1997 Eamonn Vitt abandonou a banda para seguir carreira médica. 
Farina desenvolveu problemas auditivos devido a doze anos de desempenho com a banda e foi forçada a dissolução do grupo, em Julho de 2005. Seu último show foi realizado em Roma, em 10 de julho de 2005. 
Em 2007, os membros da banda decidiram divulgar um álbum ao vivo ‘595‘. Isto aconteceu depois da sua performance em 5 de Maio de Stuk, Leuven, Bélgica. Karate era tão admirada pela qualidade da gravação que decidiu a liberação deste “póstumo” álbum ao vivo.

## Discografia
- Karate (1996, Southern Records)
- In Place Of Real Insight (1997, Southern Records)
- The Bed is in the Ocean (1998, Southern Records)
- Unsolved (October 2000/March 2001, Southern Records)
- Some Boots (October 2002, Southern Records)
- Pockets (August 2004, Southern Records
- 595 - (Outubro 2005, Southern Records)